# Guðmundur Kristjánsson
Guðmundur Kristjánsson (Gudmundur Kristjánsson) est un footballeur islandais, né le 1er mars 1989 à Kópavogur. Il évolue au poste de milieu offensif.

## Palmarès
- Breiðablik Kopavogur
  - Champion d'Islande en 2010
  - Vainqueur de la Coupe d'Islande en 2009

- IK Start
  - Champion de deuxième division norvégienne en 2012

## Statistiques
| Saison | Club                 | Pays         | Championnat        | Coupes nationales | Coupes d'Europe | Islande  |
| ------ | -------------------- | ------------ | ------------------ | ----------------- | --------------- | -------- |
| 2007   | Breiðablik Kopavogur | Úrvalsdeild  | 4 matchs           | ?                 | -               | -        |
| 2008   | Breiðablik Kopavogur | Úrvalsdeild  | 15 matchs / 2 buts | ?                 | -               | -        |
| 2008   | Haukar Hafnarfjörður | Úrvalsdeild  | 6 matchs / 1 but   | ?                 | -               | -        |
| 2009   | Breiðablik Kopavogur | Úrvalsdeild  | 19 matchs / 5 buts | ?                 | -               | 1 match  |
| 2010   | Breiðablik Kopavogur | Úrvalsdeild  | 21 matchs / 5 buts | ?                 | 2 matchs (C3)   | 3 matchs |
| 2011   | Breiðablik Kopavogur | Úrvalsdeild  | 21 matchs / 6 buts | ?                 | 2 matchs (C1)   | -        |
| 2012   | IK Start             | Adeccoligaen | 27 matchs / 7 buts | 1 match           | -               | 1 match  |
| 2013   | IK Start             | Tippeligaen  | 6 matchs / 1 but   | 2 matchs          | -               | -        |

Dernière mise à jour le 4 mai 2013